# Tabacchiera

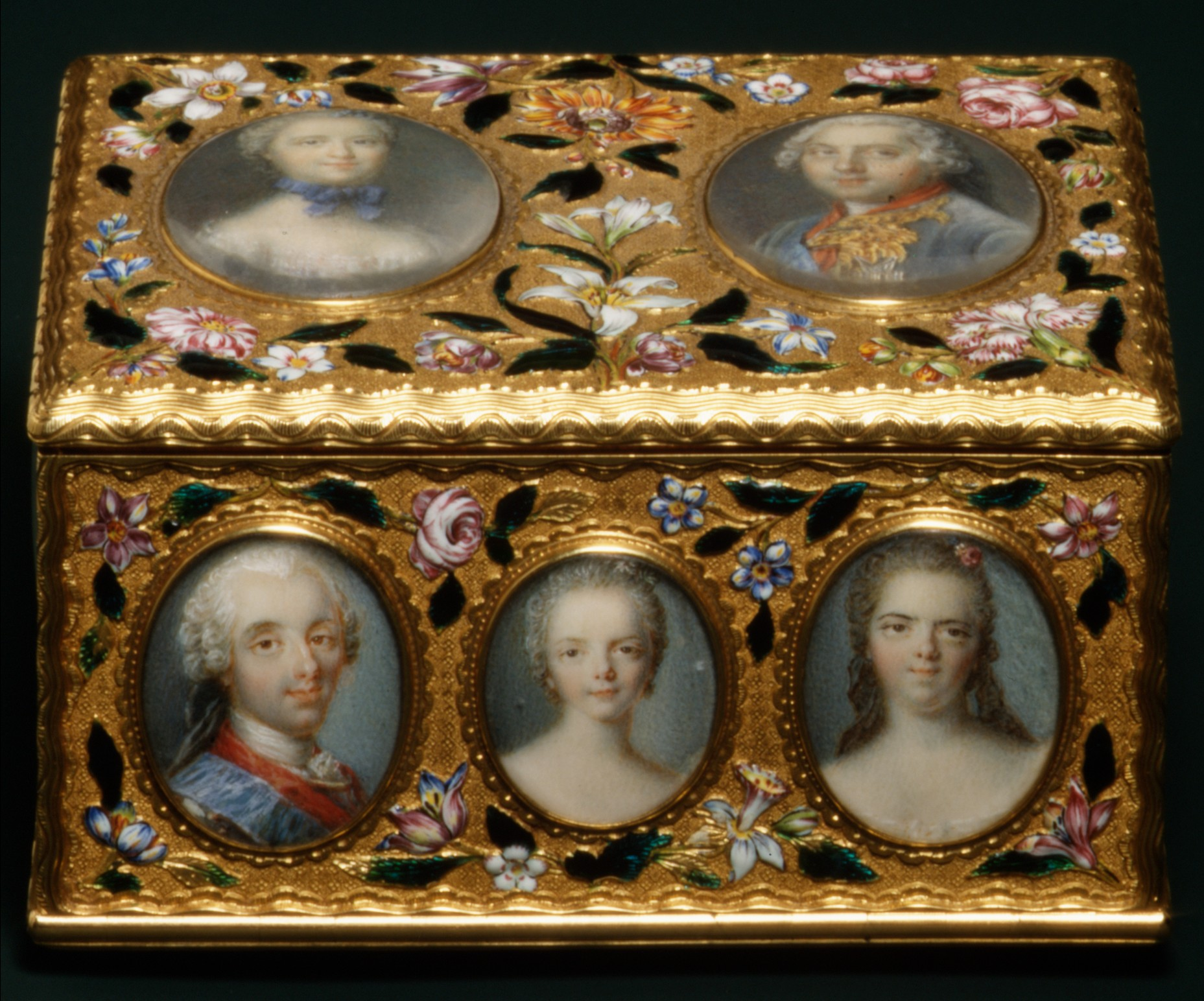
Tabacchiera francese, 1749 Metropolitan Museum

Tabacchiera è un contenitore, costruito con materiale vario e variamente decorato, che è utilizzato per conservare il tabacco sfuso, proteggendone l'aroma.

## Descrizione e storia
L'uso della tabacchiera diventa un vezzo in Francia nel Seicento e da qui si diffonde in tutta Europa. Le tabacchiere, a volte realizzate con materiali preziosi, decorate con miniature e accompagnate da dediche incise, erano donate in particolari circostanze e diventarono un indispensabile accessorio di moda. Usate in origine dagli uomini, poi adottate anche dalle donne, le tabacchiere ebbero la loro età d'oro nel Settecento. Per realizzarle furono usati vari materiali preziosi: oro, argento, ametista, quarzo, avorio; ma furono anche create tabacchiere più semplici, popolari, per l'uso quotidiano, in legno di radica, o in bosso, o in cuoio sbalzato o in legno laccato. Più raffinate erano quelle dipinte a vernis Martin.

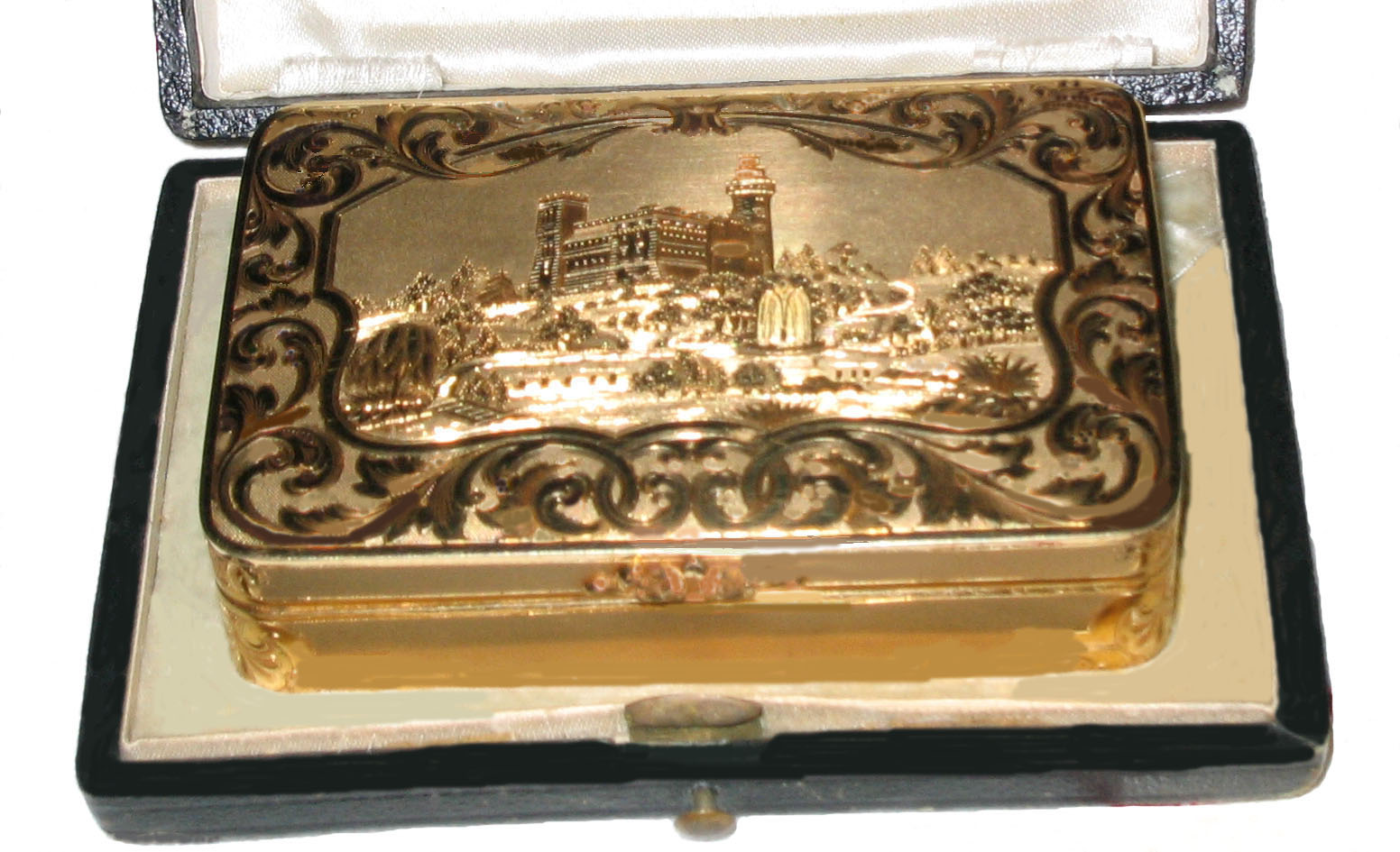
Tabacchiera in oro di Vittorio Emanuele II

Federico il Grande ne possedeva una vera collezione, decorate con scene galanti, pastorali o mitologiche. La porcellana di Sèvres, dipinta con mazzetti di fiori o con figure, fu largamente utilizzata per produrre tabacchiere. Ottocentesca è la moda delle tabacchiere in tartaruga, filettate di oro o di argento e a volte decorate con applicazioni in madreperla.

### Tipologie[3]
- À la Ramponneau. A forma di piccola botte.
- Alsaziana. Prodotta a Strasburgo, dalla famiglia di orafi Kirstenstein, era in oro, con scene di caccia a rilievo, protette da pannelli in cristallo.
- Austriaca. Nel Settecento gli orafi austriaci realizzarono tabacchiere in oro a quattro colori e con i bordi bombati.
- En cage. Tabacchiera con un supporto in oro o in argento e con il coperchio e i lati riempiti di pietre dure o preziose.
- Fantasia. Prodotta in Francia e in Svizzera, a forma di animali, di fiori o di frutti. Era decorata con perline. Alcune avevano al centro lo spazio per il tabacco e sul lato il posto per mettere un orologio.
- Francese. Rare quelle in stile Luigi XIII e in stile Luigi XIV, se ne trovano sul mercato antiquario di più recenti, in oro sbalzato o in argento, a volte con smalti. Sono tonde, o quadrate, o rettangolari, o lobate, o bombate. Durante il regno di Luigi XV di Francia si assottigliano, per entrare nei panciotti attillati. Classicheggiante è la tabacchiera in stile Luigi XVI, spesso decorata con ritratti a medaglione. Con Napoleone I la tabacchiera assume i colori dell'Impero: il bianco e il verde Corsica.

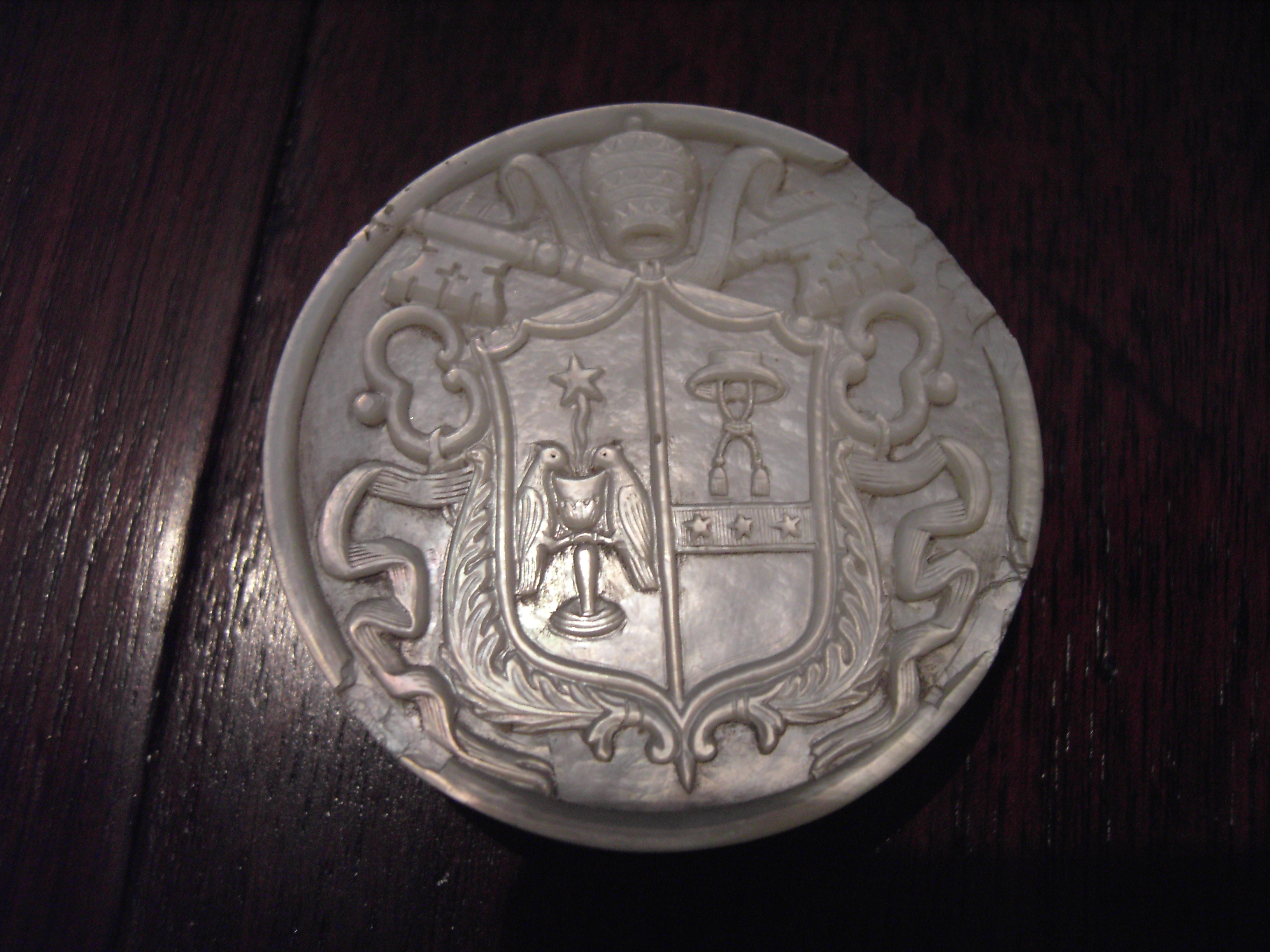
Tabacchiera in madreperla con stemma papale, 1840

- Georgette. Le tabacchiere in oro inciso, create a Parigi dall'orefice Jean George.
- Inglese. Semplice la tabacchiera più antica, si trasforma in lobata e a forma capricciosa nel periodo rocaille. Sotto il regno di Giorgio III d'Inghilterra se ne produssero un gran numero in argento, di forma piatta, con delicate incisioni. Molti pezzi furono opera degli orefici G. M. Moser e James Cox.
- Mull. Tabacchiera scozzese in corno, a volte con coperchio in oro.
- Rivoluzionaria. Prodotta al tempo della Rivoluzione francese era d'ebano e con coperchio in avorio.
- Russa. Caterina II chiamò a Mosca artigiani e orafi europei. Al tempo di Alessandro I di Russia anche con la tabacchiera in Russia si aderì allo stile impero: erano ovali o tonde e con ritratti.
- Snuff-box. La tabacchiera cinese, in vetro o in giada, a forma di piccola bottiglia piatta, a volte dipinta con scene o con paesaggi, ha sotto il tappo un'asticella di avorio che pesca all'interno.
- Tedesca. Johann Christian Neuber era tra i più famosi artefici di tabacchiere, in oro e pietre e fondò a Berlino una bottega in cui se ne producevano di ricchissime, esportate in tutta Europa. Utilizzava oro, madreperla, corallo, pietre dure.

### Altri materiali
- Con la buccia del Citrus × bergamia, o bergamotto - rivoltata, messa a forma ed essiccata - si fanno tabacchiere gradevolmente profumate, grazie all'olio essenziale contenuto nella scorza che evapora molto lentamente.
- Ricercate dal collezionismo, quelle antiche e popolari, di cartone, con decori galanti o caricaturali, dipinti o tratti da incisioni, ritagliate e incollate.

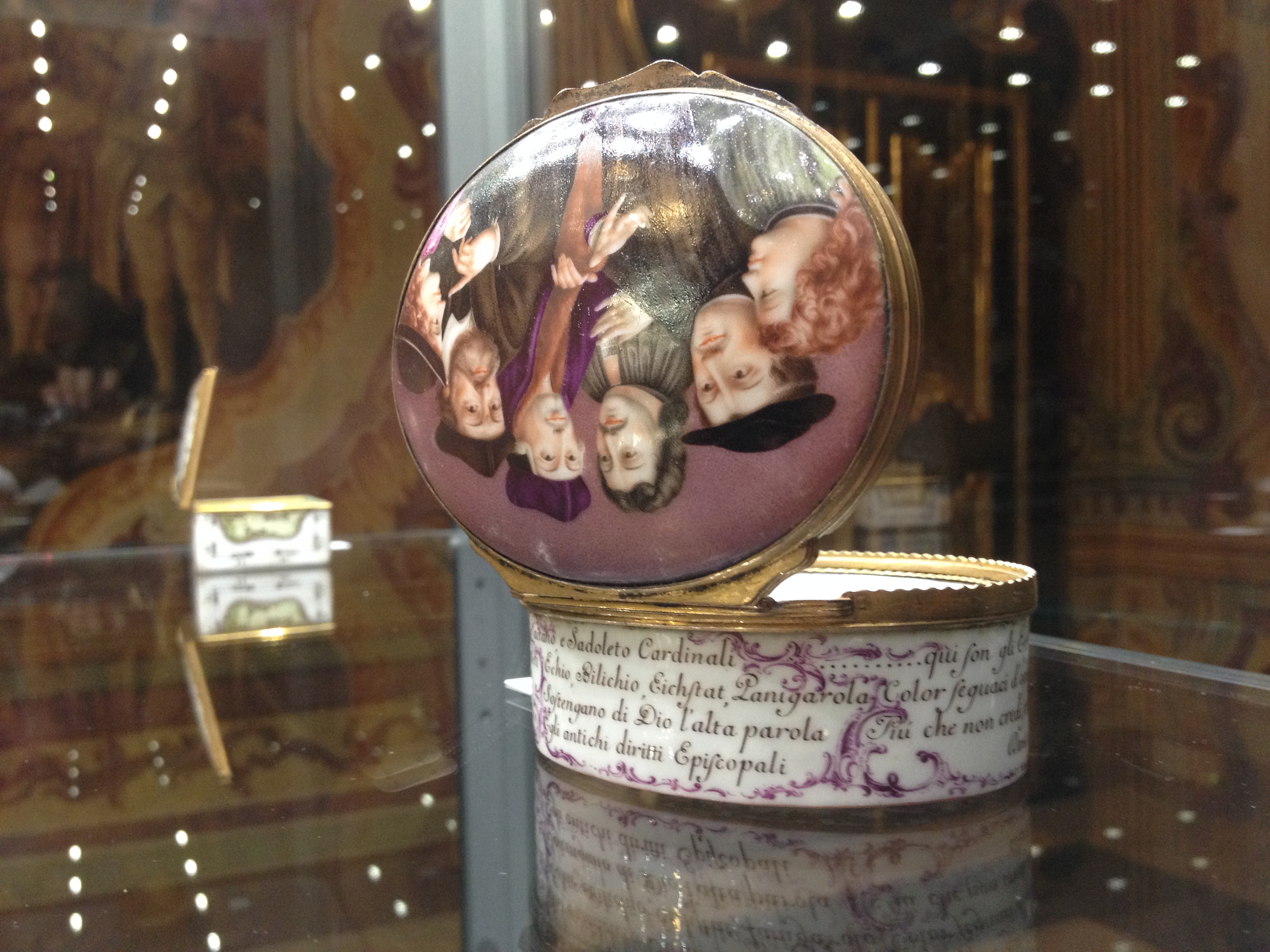
Tabacchiera degli eresiarchi, Manifattura Doccia, 1760 Museo Duca di Martina (Napoli)

### Nella storia
- Marengo, il famoso cavallo da guerra di Napoleone I, che deve il nome alla battaglia di Marengo, fu catturato dopo la battaglia di Waterloo e portato in Inghilterra. Il suo scheletro è oggi al National Army Museum di Londra. Uno zoccolo di Marengo fu donato agli ufficiali delle guardie di Angerstein, come tabacchiera.
- Le tabacchiere diplomatiche erano quelle, ricchissime, regalate da Luigi XIV a personalità.

### Oggetto di design
L'azienda Fratelli Guzzini, produttrice di articoli di design per la tavola, per la cucina e per l'arredo, in materiale organico oppure plastico, ha prodotto nel 1912 una tabacchiera in corno di bue che rappresenta il suo prodotto di esordio.

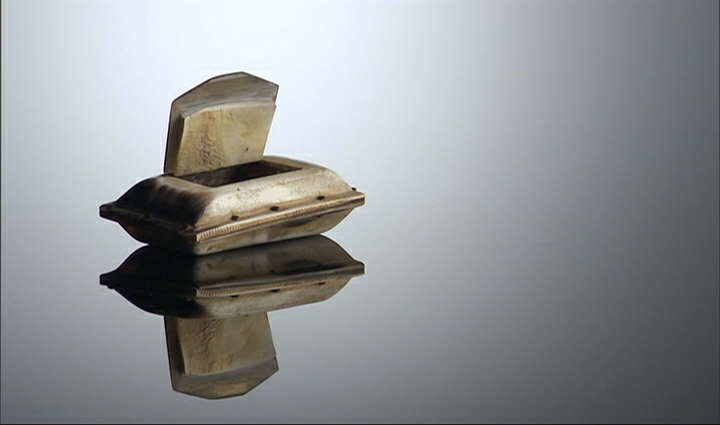
Guzzini, Tabacchiera in corno di bue, 1912

### Tabacchiera e arte
Il dipinto a tempera su tavola di Giovanni Bellini Compianto sul Cristo morto fu dato da Alvise Mocenigo al Granduca di Toscana, in cambio di una tabacchiera di pietre dure, oro e brillanti.
Rosalba Carriera decorò in gioventù tabacchiere con graziose damine, dipinte in miniatura su avorio.

### Nella letteratura
- Il romanzo di John Dickson Carr La tabacchiera dell'imperatore ha una trama basata su un'immaginaria tabacchiera a forma di orologio appartenuta a Napoleone Bonaparte.[5]

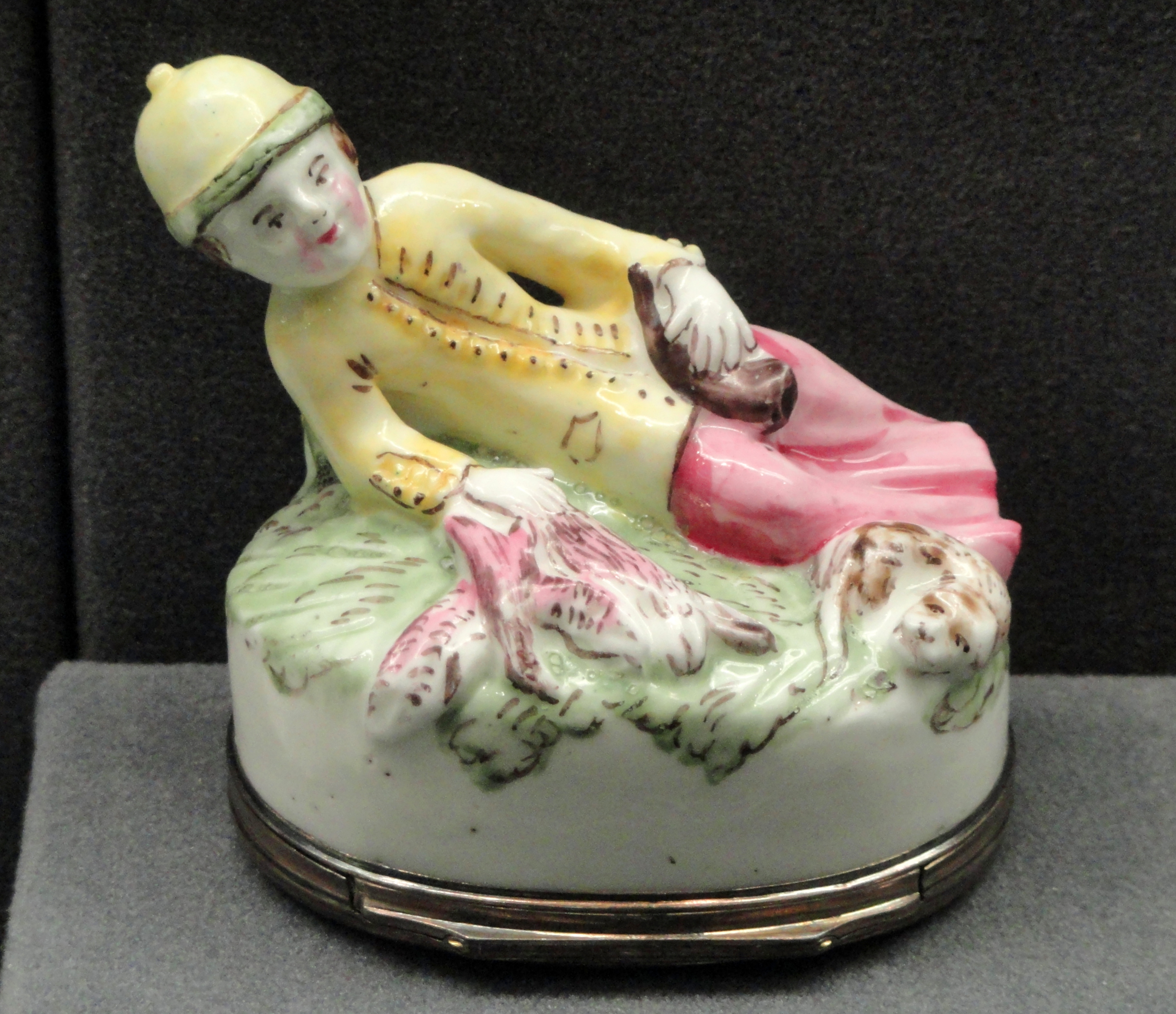
Tabacchiera in porcellana tenera, circa 1750-1760, Mennecy, Gardiner Museum (Toronto)